# Dawud Ghanbari
Dawud Ghanbari (pers. داوود قنبری) – irański zapaśnik w stylu wolnym. Piąty na mistrzostwach świata w 1997 roku. Pierwszy na mistrzostwach Azji w 1997. Czwarty w Pucharze Świata w 1994. Uniwersytecki mistrz świata w 1996 roku.